# Église Saint-André de Chazay-d'Azergues
Pour les articles homonymes, voir Église Saint-André.
L’église Saint-André est une église située à Chazay d'Azergues, dans le département du Rhône.
Elle est l'église paroissiale de la paroisse Saint-Pierre et Saint-Paul en Val d'Azergues. Elle bénéficie d'une rénovation intérieure au cours des années 2000, puis une réfection de ses façades en 2013. Un nouveau vitrail symbolisant la Nativité est instauré au-dessus du portail.
Son architecture néogothique, qui est l'œuvre d'André Bernard, s'inspire des cathédrales du XIIIe siècle.
Elle est consacrée par Monseigneur Jacques Ginoulhiac, archevêque de Lyon et primat des Gaules, le 3 septembre 1883.